# Góry Kawie
Góry Kawie – dwa wzgórza w granicach Częstochowy, wznoszące się na 294,7 (zachodnie) i 292 (wschodnie) m n.p.m. Położone w północnej części miasta, w dzielnicy Północ. Od południa ze wzgórzami sąsiaduje kompleks zieleni miejskiej – Las Aniołowski. W okolicy wzgórz znajduje się osiedle Kawie Góry.
Góry Kawie są kemem zaliczanym do Pagórów Kłobuckich, stanowiących południową część Wyżyny Wieluńskiej. 
Dawniej istniało także trzecie, najwyższe wzgórze (ok. 298 m). W latach 70. XX wieku wzgórze to zostało zlikwidowane w związku z budową alei Wojska Polskiego. Obszar Gór Kawich był do początku lat 70. XX wieku porośnięty jedynie wrzosem i żarnowcem a dopiero w ramach czynu społecznego został zalesiony. Jeszcze w latach 60. XX wieku był to teren poligonu wojskowego dla jednostki wojskowej z dzielnicy Stradom. W obecnym Lasku Aniołowskim była strzelnica wojskowa, której pozostałości można jeszcze teraz dojrzeć.
Na wzgórzach znajduje się obiekt Przedsiębiorstwa Wodociągów i Kanalizacji Okręgu Częstochowskiego S.A. w Częstochowie – 2 zbiorniki retencyjne wody (o łącznej pojemności – 10 000 m³).